# Zum Sterben schön
Zum Sterben schön ist ein Musical von Marc Schubring und Wolfgang Adenberg aus dem Jahr 2013, das am 23. Februar 2013 erstmals im Theater für Niedersachsen in Hildesheim aufgeführt wurde.

## Hintergrund
Das Musical beruht auf dem Film Grabgeflüster – Liebe versetzt Särge aus dem Jahr 2002. Die Umsetzung des Stoffes durch die beiden Musicalautoren Marc Schubring und Wolfgang Adenberg hat rund 9 Jahre gedauert.
Im März 2013 wurde das Stück unter anderem am Theater am Aegi in Hannover aufgeführt, im Oktober 2013 wiederum in Hildesheim, im Capitol in Offenbach und im Februar 2014 lief das Musical in der Brunsviga in Braunschweig, wo es von der „Musiktheater AG – jetzt oder nie“ der IGS Franzsches Feld aufgeführt wurde.

## Handlung
Zum Sterben schön erzählt die Geschichte des Bestattungsunternehmers Boris Plots aus dem fiktiven britischen Dorf Wrottin-Powys. Es beginnt mit der Beerdigung des alten Bürgermeisters, auf der Boris seiner Jugendliebe Betty Rhys-Jones wiederbegegnet. Im Dorf haben sich der Eventbestatter Frank Featherbed und sein Assistent Delbert niedergelassen und beginnen mit ihren neumodischen Vorstellungen Boris Konkurrenz zu machen und das Bestattungsgeschäft zu revolutionieren.

### Erster Akt
Erste Szene

In einem kleinen Ort in Wales findet eine Trauerfeier für den kürzlich verstorbenen Bürgermeister statt. Die Trauerrede wird von seinem Nachfolger Hugh Rhys-Jones gehalten, während sich die Trauergemeinde darüber Gedanken macht, wie es wohl bei ihrer eigenen Beerdigung zugehen wird.
Zweite Szene

Plotz und Miss Gwynnffrt halten sich noch in der Kapelle auf, als Frank Featherbed und dessen Assistent Delbert an sie herantreten, um sich und ihr neues Bestattungskonzept vorzustellen. Anschließend redet Plotz mit Miss Gwynnffrt, die nach ihrem Verlust nun einen neuen Tanzpartner für das bevorstehende Turnier sucht. Plotz bietet sich ihr an, da er ein leidenschaftlicher Tänzer ist. Die Dame lehnt dieses Angebot jedoch ab und geht. Daraufhin denkt Plots darüber nach, warum er selbst keine Freunde findet und alle um ihn immer einen großen Bogen machen. Insbesondere, da er Betty, seine Jugendliebe nicht vergessen kann.
Dritte Szene

Betty ist die Ehefrau von Hugh, dem zukünftigen Bürgermeister, dessen Mutter sie versorgen muss. Zudem wird sie von ihrem Ehemann nicht gerade freundlich behandelt. Als Dilys, ihre Schwiegermutter, die sie ständig schikaniert und herumkommandiert, unerwartet an einer Portion Frühstücksflocken verstirbt, vollzieht sich in ihrem Leben eine Wendung.
Vierte Szene

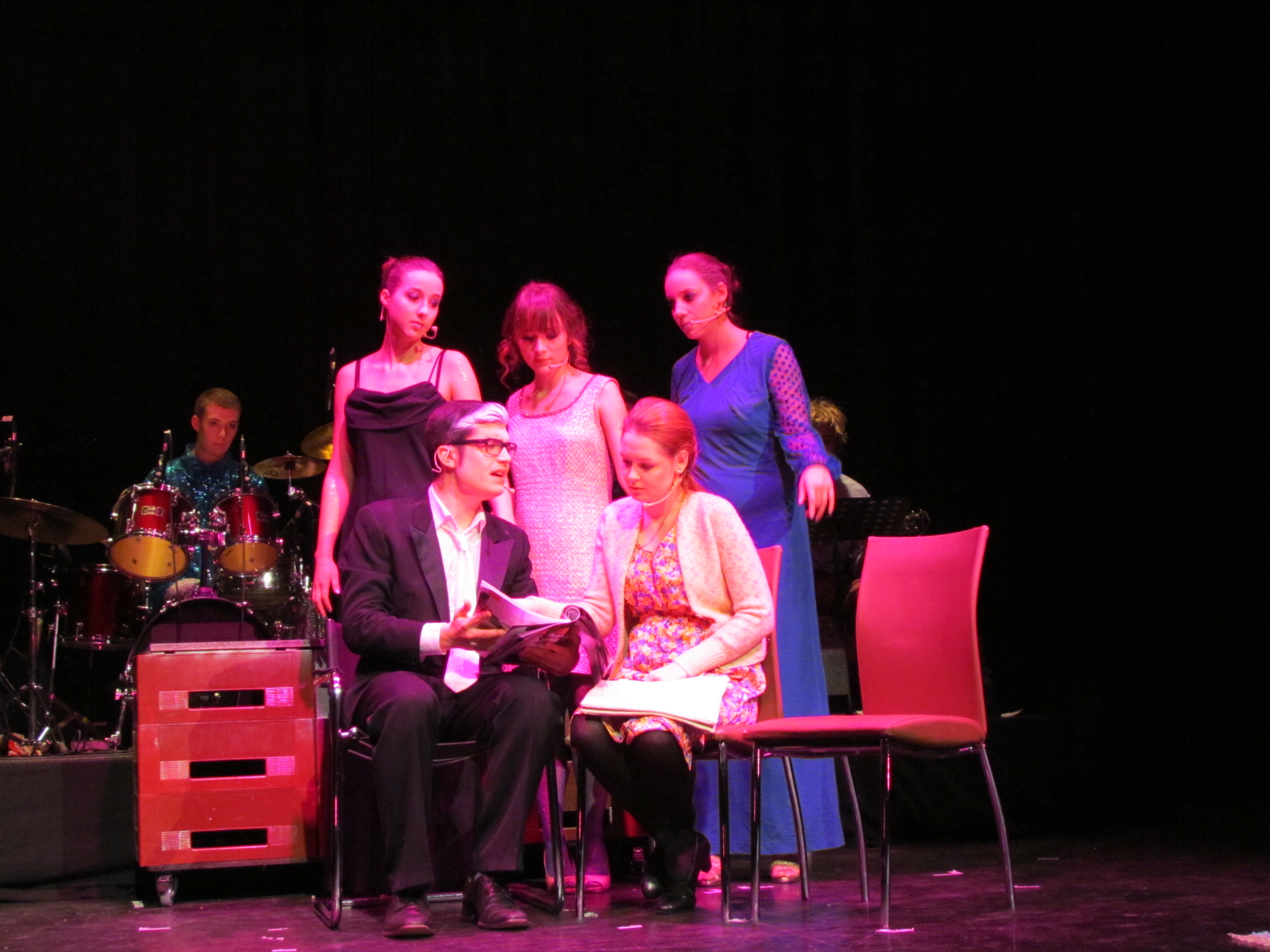
Betty und Boris kommen sich näher

Das Bestattungsunternehmen Plotz wird nun beauftragt, die Beerdigung und die Leichenfeier auszurichten, so begegnen sich Betty und er nach 30 Jahren zum ersten Mal direkt in seinem Büro. Sie erinnern sich beide an ihre Schulzeit zurück, als sie füreinander geschwärmt hatten, ehe das Schicksal sie trennte. Hinzu kommt, dass Plotz in Frank Featherbed plötzlich einen Konkurrenten auf dem Bestattungssektor bekommen hat.
Fünfte Szene

Featherbed versucht mit seinem Assistenten Delbert die Gemeinde für sein neues Konzept der Eventbestattung zu gewinnen. Dafür möchte er das herkömmliche Beerdigungsritual durch moderne Gestaltung aufpeppen. Sie überlegen sich, in der Gemeinde Beerdigungsgutscheine zu verteilen.
Sechste bis neunte Szene

Betty taucht plötzlich unangemeldet bei Boris auf, der gedankenversunken im Zimmer tanzt. Sie kommen sich dadurch näher und tanzen gemeinsam.
Frank Featherbed erhält von Mr. Pryce den ersten Auftrag für eine Beerdigung.
Die Beerdigung von Dilis wird abgehalten, ihr Tod bringt Boris nun auf die Idee, dass Betty ihren Tod vortäuschen soll, damit die beiden eine gemeinsame Zukunft haben können.
Dick arbeitet im Garten des Bürgermeisters, als dieser nach Hause kommt und sich über den Angetrunkenen ärgert. Daraufhin beauftragt er Betty, Dick zu entlassen, doch Dick erklärt ihr, dass Unkräuter in gewisser Weise auch eine schöne Blüte hervorbringen würden, weshalb er sie nicht ausreißt.
Zehnte Szene

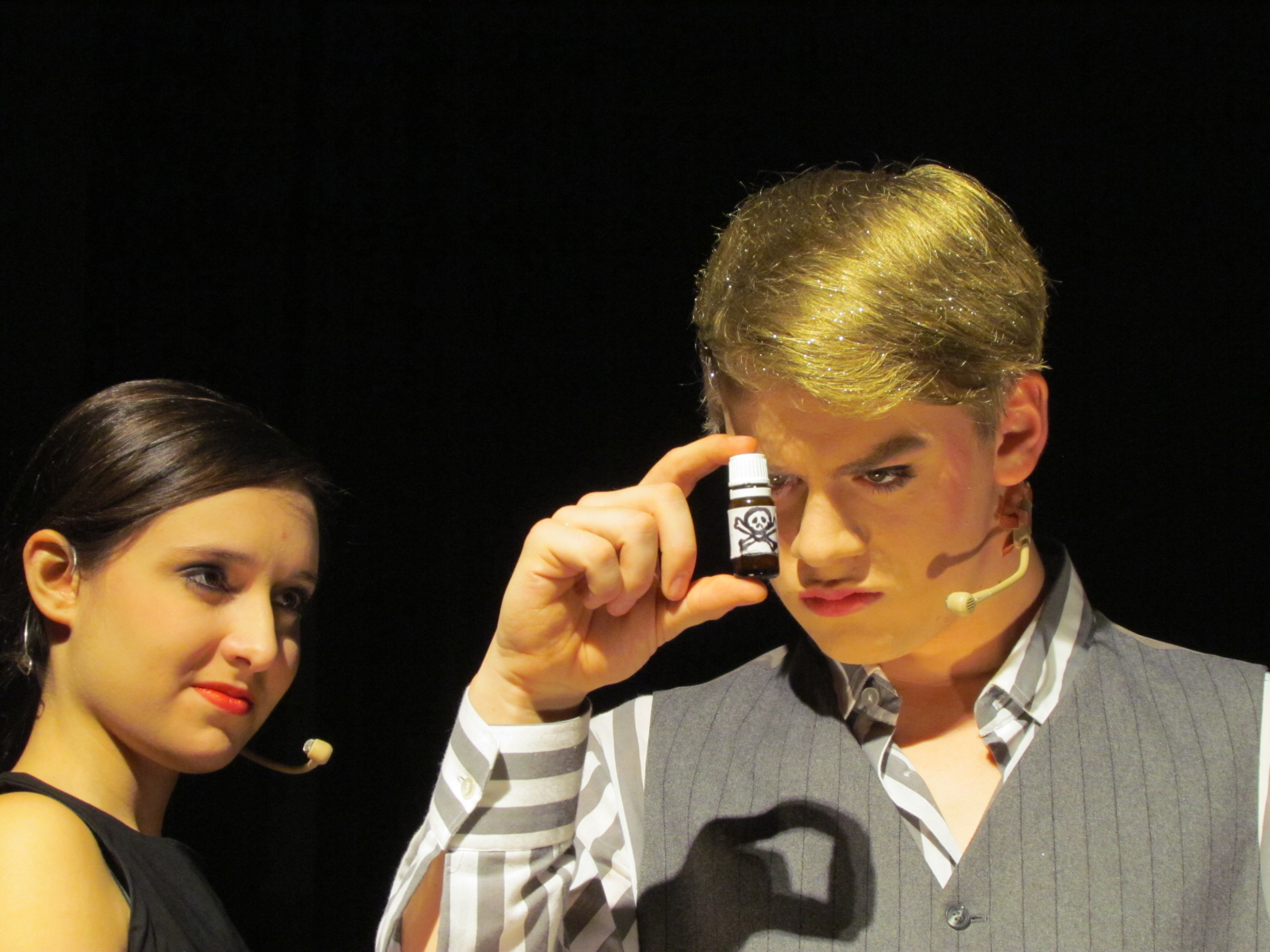
Hugh und Meredith wollen Betty vergiften

Hugh, der seit einiger Zeit eine Affäre mit seiner Sekretärin Meredith hat, plant, an Bettys Vermögen heranzukommen. Da Hugh der neue Bürgermeister werden möchte und Wahlen bevorstehen, kommt eine Scheidung aus politischen Gründen nicht in Frage, zudem ist er finanziell von seiner Frau Betty abhängig. Daher schmieden Hugh und Meredith einen Plan, um Betty zu beseitigen.
Elfte und zwölfte Szene

Frank Featherbed richtet seine erste Bestattung am Ort aus. Da die Verstorbene Mrs. Pryce ein heimlicher Musicalfan war, arrangiert er nun eine Zeremonie im Stil des Phantoms der Oper.
Plotz teilt Betty seinen Plan mit, dass sie ihren Tod vortäuschen solle. Der Gemeindearzt Dr. Owen soll ihnen dabei behilflich sein, damit sie sich anschließend nach Tahiti absetzen können.
Dreizehnte und vierzehnte Szene

Dick hängt im Ort Plakate für das Frühlingsfest auf, wobei er sich sehr ungeschickt anstellt und einige verkehrt herum hängen. Mehrere Leute weisen ihn darauf hin. Auch Hugh und Meredith werden auf dieses Fest aufmerksam. Beim Frühlingsfest auf der Weißen Klippe wollen sie ihre Pläne verwirklichen und beschließen, Betty dort zu vergiften.
Das Dorffest ist in vollem Gange. Also fällt Betty augenscheinlich für alle sichtbar die steile Klippe hinunter, ehe Meredith ihr das Gift verabreichen kann.

### Zweiter Akt
Erste Szene

Die Bewohner des Örtchens haben sich am Fuß der Klippe um Bettys Leichnam versammelt. Was Boris und Betty nicht bedacht hatten, ist, dass auch Frank daran interessiert ist, die nun anstehende Beerdigung auszurichten. Daher müssen sich die beiden Bestatter bei Hugh um diesen Auftrag bemühen. Boris erhält letztlich den Zuschlag.
Zweite Szene

Als Boris und Betty nun allein sind, feiern sie das Gelingen ihres Planes. Doch Featherbed hat sich angekündigt, daher macht Plotz die angebliche Leiche für das Begräbnis zurecht. Frank wundert sich darüber, dass Betty so lebendig wirkt.
Dritte und vierte Szene

Hugh, der sich den Tod seiner Frau wünschte, da er ein außereheliches Verhältnis mit seiner Sekretärin hatte, ist jedoch zunächst in dieser Nacht nicht in der Stimmung, sich Meredith hinzugeben. Erst als diese ihm klarmacht, dass Betty das sicherlich gewollt hätte, gibt er ihrem Drängen nach.
Betty wird sich bewusst, dass sie nun ihr Tal für immer verlassen muss, daher geht sie in der Nacht vor ihrer Beerdigung noch einmal hinaus, um sich innerlich davon zu verabschieden.
Fünfte Szene

Betty begegnet auf ihrem Rundgang dem alten Gärtner Dick, der ein Trinker ist, den niemand für voll nimmt. Trotzdem glauben bald alle, dass Betty nun als Geist im Ort umgeht. Boris hat Mühe, diese Gerüchte zu entkräften, was noch dadurch erschwert wird, dass Hugh eine offene Aufbahrung verlangt.
Sechste bis neunte Szene

Bei der Trauerfeier muss Betty nun mitanhören, dass ihr Ehemann eine Geliebte hatte und dass diese sogar ihre Tötung geplant hatten. Daher schwört sie sich, an ihnen Rache zu nehmen.
Frank, der bei der Trauerfeier gesehen hat, wie lebendig Betty im Sarg ausgesehen hat, versucht nun an die geheime Flüssigkeit heranzukommen, die das bewirkte und von der Boris ihm erzählt hat. Er und sein Assistent brechen daher bei Plotz ein und finden dort eine lebendige Betty vor. Schließlich arrangieren sie sich mit dem Pärchen und lassen sie nicht auffliegen. Im Gegenzug erhalten sie das Monopol auf die zukünftigen Bestattungen, da Boris und Betty vorhaben, nach Tahiti auszuwandern. Sie helfen ihnen sogar dabei, sich an Hugh und seiner Geliebten zu rächen.
Zehnte Szene

Als Geister verkleidet tauchen sie des Nachts bei den beiden auf. Die Rache ist geglückt, Hugh und Meredith trennen sich. Am Ende geht Meredith als Nonne ins Kloster, Hugh bleibt mit einem Schuldenberg zurück und Betty und Boris wandern mit Bettys Vermögen aus.

## Lieder
Die CD zum Stück kam unter dem Label von Anything Goes Records heraus.
- Wie wird das bei mir sein? – Hugh und die Trauergemeinde
- Was ist mit den Leuten nur los? – Boris
- Wenn man’s so bedenkt – Betty, Dilys, Hugh, Meredith
- Was ich dir sagen will – Boris und Betty
- Zum Sterben schön – Frank und Delbert
- Wenn man tanzt – Boris und Betty
- So was tut man nicht – Hugh und Meredith
- Vom Tode gibt es keine Wiederkehr – Frank, Delbert und Ensemble
- Bist du erst mal tot – Boris und Betty
- Tanz den Totengräber – Frank und Ensemble
- Wettbestatten – Frank, Boris und Hugh
- Lebendig wie noch nie – Boris und Betty
- Tu’s für Betty – Hugh und Meredith
- Die Dinge, die man liebt – Betty
- Aaaaaaahhhhhhh!!!!!!! – Dick, Colin, Miss Gwynnffrt, Boris, Betty und Ensemble
- Geständnisse am offenen Sarg – Meredith, Hugh und Betty
- Bis ins Grab – Betty
- Geisterstunde – Betty, Boris, Frank, Delbert, Meredith und Hugh[7]

## Kritiken
Kritiken zur Hildesheimer Aufführung
- „[…] Die Tanzmusik geht nicht nur ins Bein, sondern bringt auch einen Kopf voller Melodien. Der klare Plot um Plots und die vielen Wendungen machen ‚Zum Sterben schön’ zu einem lebendigen Erlebnis, dass nun auf CD gebettet und erfolgreich konserviert wurde. Ein großer Spaß für jeden, der vielleicht erst eine der folgenden Inszenierungen sehnsüchtig erleben wird.“[11]
- „[…] Ein zweieinhalbstündiges Feuerwerk mit intelligentem Wortwitz und spritzig origineller Musik. Von Jörg Gade mit Gespür für die liebenswert-skurrilen Charaktere, für Timing und Effekte abgebrannt. Ein ebenso lustiger wie intellektuell anspruchsvoller Abend, der nie peinlich oder pietätlos gerät. […]“[12]
- „[…] Auch wenn der Untertitel ein wenig übertrieben ist, weil es zum ‚Musical für die Ewigkeit‘ vielleicht doch nicht reicht, zeigte das Stück von Marc Schubring und Wolfgang Adenberg doch so viel Lebensfreude, dass die Uraufführung in Hildesheim begeistert beklatscht wurde. […]“[13]
- Ein Mitschnitt der Hildesheimer Aufführung wurde am 16. Oktober 2013 als CD herausgebracht.[14] „Zum Sterben schön spricht das Publikum mit seinem schwarzen Humor, einer ordentlichen Portion Romantik und der an die Swingära anknüpfenden Partitur von Marc Schubring an. Auch der Zuhörer, der die Aufführung am Theater für Niedersachsen nicht sehen konnte, kann sich anhand der nun vorliegenden Studio-Aufnahme davon überzeugen, dass auch ein Sujet aus dem Bestattermilieu für eine unterhaltsame Musicalkomödie dienlich ist.“[15]

Kritiken zur Aufführung in Hannover
- „Diese einfache Geschichte mit allzu eindeutig gezeichneten Figuren wäre wenig ohne die beiden clownesken Event-Bestatter Frank und Delbert. Jonas Hein und Tim Müller sind die perfekten Entertainer, die die 50er-Jahre-Schwere mit schwarzem Humor und pfiffigen Wortspielen in Schwung bringen. In ihren Showeinlagen mit dem ganzen Ensemble laufen die Inszenierung von Intendant Jörg Gade und auch die Musik so richtig zu Hochform auf. Die Rhythmen aus Samba, Cha-Cha-Cha und Tango und die Stepp- und Rock-’n‘-Roll-Einlagen begeistern.“[16]

Kritiken zur Braunschweiger Aufführung
- „In der Tat legen Regisseurin Kaja Brandenburger und Felix Goltermann als musikalischer Leiter die Latte, die es für das Schülerensemble zu überqueren gilt, sehr hoch. Das berichten die beiden Verantwortlichen der Produktion nicht nur im persönlichen Gespräch, das lässt sich vor allem bei der Premiere im ausverkauften Kulturzentrum beobachten. Das Stück wird nach neun Monaten Probezeit […] mit Bravour bewältigt.“[17]
- „Schüler oder Profis? Man sah den Unterschied kaum in der Brunsviga: Dort fetzte die Musical-AG ‚jetzt oder nie‘ der IGS Franzsches Feld durch die Premiere des Stücks ‚Zum Sterben schön‘ von Marc Schubring und Wolfgang Adenberg – vor vollen Rängen. […]“[18]